# Ashur-uballit II
Ashur-uballit II fue el último rey de Asiria entre el 612 a. C. y 609 a. C. Reinó desde Harrán, la nueva capital asiria tras la caída de Nínive en 612 a. C. a manos de las tropas de Babilonia y sus aliados medos.
Tras la caída del imperio asirio y la desaparición del rey anterior (Sin-shar-ishkun, hijo de Asurbanipal), un general del ejército asirio del cual se cree que pertenecía a la familia real, se proclamó rey en la fortaleza de Harrán en 612 a. C. Al año siguiente, los babilonios atacaron en dos ocasiones, limitándose a tomar botín y prisioneros en las regiones colindantes, al oeste de Nisibis. Volvieron en 610 a. C., ahora en compañía de los medos, y Ashur-uballit se replegó al oeste del Éufrates. La ciudad abandonada de Harrán fue saqueada y ocupada.
En 609 a. C., Ashur-uballit, con el apoyo de tropas egipcias enviadas por el faraón Necao II, atravesó de nuevo el Éufrates y trató de tomar la capital perdida, pero el sitio fracasó. Aquí desaparece toda mención de Ashur-uballit en la historia, y se pone punto final al imperio asirio.
| Predecesor: Sin-shar-ishkun | Rey de Asiria 612-609 a. C. | Sucesor: - |